# Basel Badischer Bahnhof
Basel Badischer Bahnhof (Basel Bad Bf) – dworzec kolejowy w Bazylei, w Szwajcarii. Jest drugim co do wielkości dworcem kolejowym w Bazylei (po Basel SBB). Znajduje się tu 6 peronów. Dworzec, pomimo że znajduje się w Szwajcarii, należy do Kolei Niemieckich Deutsche Bahn. 
| Basel Badischer Bahnhof |  |                            |
| Linia                   |  |                            |
|                         |  | Grenzach odległość: 4,9 km |